# بازی تاج‌وتخت (فصل ۵)
سریال بازی تاج‌وتخت در آوریل ۲۰۱۴ توسط اچ‌بی‌او برای فصل پنجم و ششم تمدید شد و فصل پنجم آن در ۱۲ آوریل ۲۰۱۵ شروع به پخش کرد. داستان این فصل برگرفته از ضیافتی برای کلاغ‌ها و رقصی با اژدهایان رمان‌های چهارم و پنجم سری ترانه یخ و آتش نوشتهٔ جرج آر. آر. مارتین می‌باشد؛ گرچه در آن عناصری از طوفان شمشیرها قسمت سوم و بادهای زمستانی قسمت ششم نیز وجود دارد.

## تولید

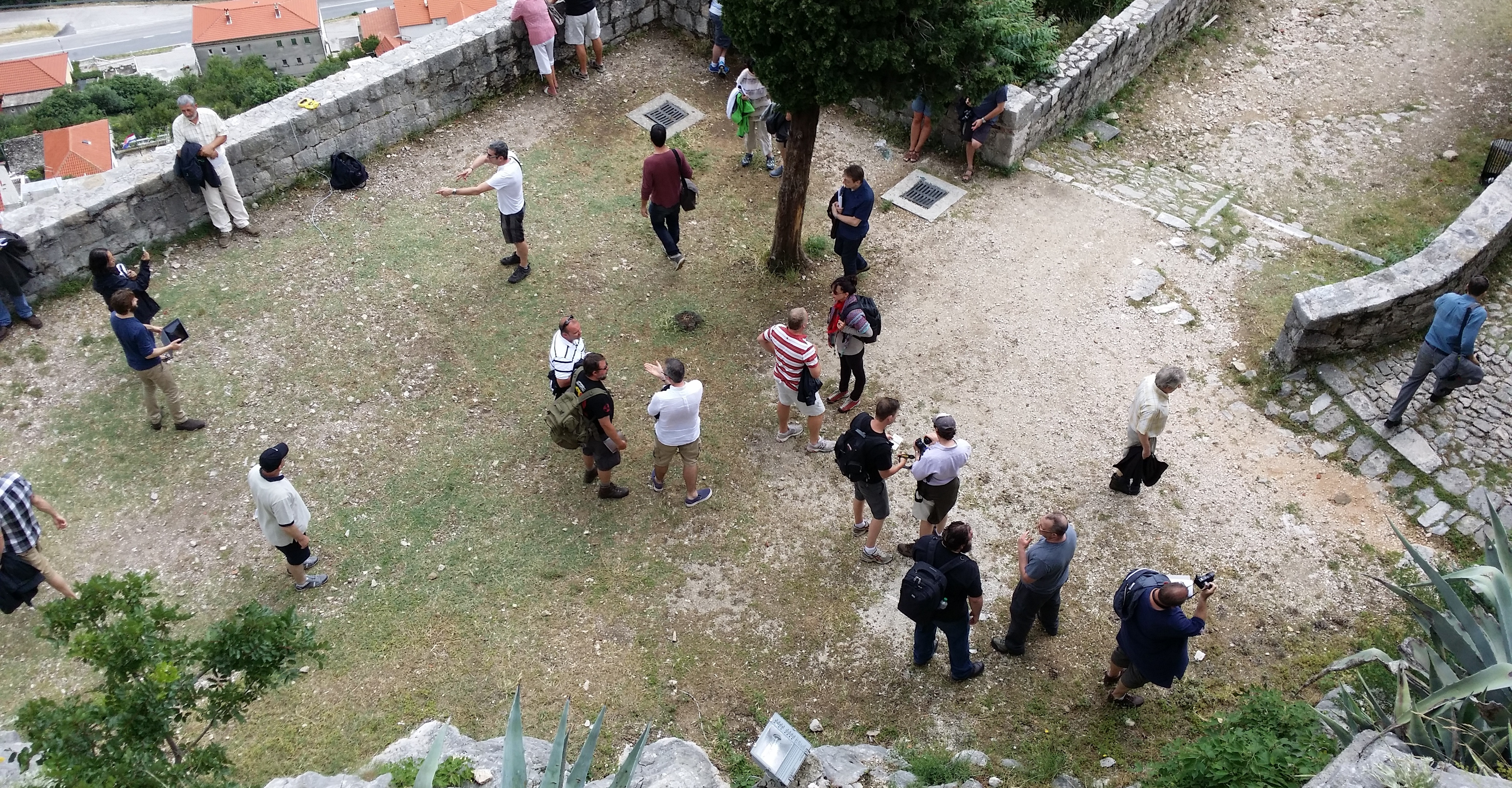
بخشی از تیم سازنده بازی تاج و تخت در حین جستجوی مکان، در قلعه کلیس در نزدیکی اسپلیت، کرواسی قبل از فصل ۵. سال ۲۰۱۴.

### دست‌اندرکاران
جرج آر. آر. مارتین که در هر یک از فصل‌های قبلی یک قسمت را می‌نوشت، برای فصل پنجم فیلم‌نامه‌ای ننوشته‌است؛ زیرا قصد داشت تا کتاب بادهای زمستان را به پایان برساند. کارگردانان این فصل مایکل اسلوویس (قسمت ۱ و ۲)، مارک میلود (قسمت ۳ و ۴)، جرمی پودسوا (قسمت ۵ و ۶)، میگل ساپوکنیک (قسمت ۷ و ۸) و دیوید ناتر (قسمت ۹ و ۱۰) هستند که به غیر از دیوید ناتر، هیچ‌کدام تجربهٔ کارگردانی بازی تاج و تخت را نداشتند.

### فیلمبرداری
فیلمبرداری فصل پنجم در ژوئیه ۲۰۱۴ در بلفاست آغاز شد و در دسامبر ۲۰۱۴ به پایان رسید.
برخی صحنه‌هایی که در دورن اتفاق می‌افتند در اکتبر ۲۰۱۴ در اسپانیا فیلمبرداری شد. وایس و بنیاف اعلام کردند که فصل ۵ شامل فلش‌بک نیز خواهد بود، چیزی که تا این فصل از آن دوری کرده بودند و در آن‌ها از شهر کوردوبا به جای ولانتیس استفاده شده‌است.
صحنهٔ «قدم شرم» سرسی که در کتاب رقصی با اژدهایان آمده‌است، در اوایل اکتبر ۲۰۱۴ در دوبروونیک، کرواسی فیلمبرداری شد.

### تبلیغات
در تاریخ ۳۰ ژانویه سال ۲۰۱۵ شبکه اچ‌بی‌او اولین تریلر رسمی فصل پنجم سریال بازی تاج‌وتخت را منتشر کرد.

## قسمت‌ها
| شم. کلی | شم. در فصل | عنوان                   | کارگردان      | نویسنده                    | تاریخ انتشار اصلی | ایالات متحدهٔ آمریکا تعداد بیننده (میلیون) |
| --- | ---------- | ----------------------- | ------------- | -------------------------- | ----------------- | ----------------------------------------- |
| ۴۱ | ۱          | «جنگ‌های پیش رو»         | مایکل اسلوویس | دیوید بنیاف و دی. بی. وایس | ۱۲ آوریل ۲۰۱۵     | ۸٫۰۰                                      |
| در فلش‌بک، سرسی جوان به ملاقات یک پیش‌گو می‌رود. پیش‌گو به او می‌گوید که او روزی ملکه خواهد شد، ولی شخص دیگری جانشین او خواهد شد. سرسی بر سر جنازهٔ پدرش می‌رود و با جیمی دربارهٔ آزادسازی تیریون بحث می‌کند. بعد پسرعمویش لنسل، پیش سرسی می‌رود و از او به خاطر مرگ رابرت براتیون طلب بخشش می‌کند. سرسی این مسئله را انکار می‌کند. تیریون و واریس به پنتوس می‌رسند. واریس به تیریون پیشنهاد می‌دهد که به مرین بروند و از دنریس تارگرین حمایت کنند که تیریون می‌پذیرد. در مرین، یک گروه مقاومتی به نام «پسران هارپی» یک آنسالید را در فاحشه‌خانه‌ای می‌کشند. لوراک به دنریس می‌گوید که مأموریت یونکای موفقیت‌آمیز بوده و اربابان در ازای بازشدن میدان‌های جنگ، از قدرت خود می‌گذرند. دنریس ابتدا این پیشنهاد را رد می‌کند، ولی داریو او را راضی می‌کند. دنریس سعی می‌کند تا اژدهایان به بند کشیده‌اش را ببیند، ولی آن‌ها به او حمله می‌کنند و دنریس هم می‌گریزد. پیتر بیلیش، سانسا را به مکانی که به گفتهٔ او لنیسترها نمی‌توانند او را پیدا کنند، می‌برد. کاروان آن‌ها از کنار پادریک و برین عبور می‌کند. برین به پادریک می‌گوید که دیگر نمی‌خواهد او دنبالش برود. در دیوار، جان سعی می‌کند تا منس رایدر را راضی کند تا به ارتش استنیس بپیوندد و او را به عنوان پادشاه بپذیرد و زانو بزند. منس قبول نمی‌کند و زنده در آتش قرار داده می‌شود؛ ولی پیش از این‌که آتش او را بکشد، جان با تیروکمان او را خلاص می‌کند تا سریع‌تر و راحت‌تر بمیرد. |            |                         |               |                            |                   |                                           |
| ۴۲ | ۲          | «سرای سپید و سیاه»      | مایکل اسلوویس | دیوید بنیاف و دی.بی. وایس  | ۱۹ آوریل ۲۰۱۵     | ۶٫۸۱                                      |
| آریا به براووس می‌رسد و «سرای سپید و سیاه» او را می‌پذیرد. سرسی جیمی را مأمور می‌کند تا به دورن برود و میرسلا را بازگرداند؛ جیمی بران را نیز همراه خود می‌سازد و به او قول می‌دهد بعد از بازگشت همسری و قلعهٔ بهتری برای او فراهم می‌کند. پادریک در یک مسافرخانه سانسا و لیتل‌فینگر را می‌بیند. برین سعی می‌کند تا سانسا را همراه خود سازد، ولی سانسا قبول نمی‌کند. برین تلاش می‌کند تا فرار کند، ولی با مقاومت محافظان بیلیش مواجه می‌شود و چند نفر از آنان را می‌کشد. استنیس به جان اسنو می‌گوید اگر جلوی او زانو بزند و شمال را به او تقدیم کند، او وی را جان استارک خواهد نامید، ولی جان قصد ندارد این پیشنهاد را قبول کند. در انتخابات فرمانده دیوار، سمول جان را نامزد می‌کند و جان به عنوان ۹۹۸مین فرمانده انتخاب می‌شود. دنریس تصمیم می‌گیرد تا یکی از برده‌های پیشین که یکی از پسران هارپی را پیش از برگزار دادگاهش کشته بود، اعدام کند و با یک شورش مواجه می‌شود با محافظت سربازهایش از صحنه می‌گریزد. زمانی که دنریس به نوک هرم شهر می‌رود، دروگون را می‌بیند. |            |                         |               |                            |                   |                                           |
| ۴۳ | ۳          | «های اسپارو»            | مارک مایلود   | دیوید بنیاف و دی.بی. وایس  | ۲۶ آوریل ۲۰۱۵     | ۶٫۷۱                                      |
| مارجری با تامن عروسی می‌کند و از او می‌خواهد سرسی را به کسرلی‌راک بفرستد. بیلیش سانسا را به وینترفل می‌برد تا با ازدواج وی و رمزی بولتون با روس بولتون پیمان ببندد. جان اسنو پیشنهاد استنیس را رد می‌کند. استنیس به سمت وینترفل لشکرکشی می‌کند. آریا مجبور است برای ماندن در خانهٔ سیاه و سفید وسایل و لباس‌هایش را دور بیندازد، اما نمی‌تواند شمشیرش «سوزن» را که جان برادرش به او هدیه داده بود از خود دور کند و آن را در زیر سنگ‌ها پنهان می‌کند. در قلعه سیاه، جان سر آلیستر را رنجر اول می‌نامد، جنوس اسلینت از فرمان جان سرپیچی می‌کند و جان خودش وی را اعدام می‌کند. لنسل سپتون اعظم را در فاحشه‌خانهٔ لیتل‌فینگر می‌یابد. سرسی به دنبال گنجشک اعظم می‌رود. تیریون به ولانتیس می‌رسد و در یک فاحشه‌خانه توسط جورا مورمنت دزدیده می‌شود. |            |                         |               |                            |                   |                                           |
| ۴۴ | ۴          | «پسران هارپی»           | مارک مایلود   | دیو هیل                    | ۳ مه ۲۰۱۵         | ۶٫۸۲                                      |
| فرقه گنجشک‌ها لوراس تایرل را دستگیر می‌کنند؛ مارجری از این موضوع عصبانی می‌شود و تامن هم نمی‌تواند او را آزاد کند. ملیساندری سعی می‌کند با اغواء کردن جان اسنو او را راضی کند تا با استنیس به وینترفل برود. در وینترفل، بیلیش اعلام می‌کند که سرسی او را به پایتخت احضار کرده‌است. پیش از رفتن، به سانسا می‌گوید که استنیس روس بولتون را شکست خواهد داد و او را از آنجا آزاد خواهد کرد. بران و جیمی مخفیانه به دورن می‌رسند و چهار سرباز را می‌کشند. الاریا مارهای شنزار (دختران اوبرین) را قانع می‌کند تا انتقام اوبرین را با ربودن مارسلا بگیرند و می‌دانند که باید زودتر از جیمی به او برسند. مشخص می‌شود سر جورا قصد دارد با بردن تیریون به پیش دنریس، درخواست عفو کند. در میرین، هیزارد بار دیگر سعی می‌کند دنریس را راضی کند تا زمین‌های مبارزه را باز کنند. پسران هارپی به گروهی از آنسالیدهای در حال گشت حمله می‌برند و آن‌ّها را قتل‌عام می‌کنند. کرم خاکستری زخمی و سر باریستن کشته می‌شود. |            |                         |               |                            |                   |                                           |
| ۴۵ | ۵          | «پسرک را بکش»           | جرمی پودسوا   | بریان کاگمن                | ۱۰ مه ۲۰۱۵        | ۶٫۵۶                                      |
| برین و پادریک به مسافرخانه‌ای نزدیک وینترفل می‌روند و از فردی برای رساندن پیغامی به سانسا کمک می‌طلبند. سانسا در وینترل با تئون ملاقات می‌کند. رمزی تئون را مجبور می‌کند تا به خاطر کشتن برادرانش از او عذرخواهی کند. در دیوار، تورموند می‌پذیرد تا در ازای ساکن شدن در زمین‌های جنوب دیوار با نگهبانان شب متحد شود. او به جان می‌گوید که بیشتر وحشی‌ها به طرف هاردهوم رفته‌اند و این که جان باید برای صحبت کردن با آن‌ها او را همراهی کند که جان می‌پذیرد. لشکر استنیس به سمت وینترفل راه می‌افتد. در میرین، کرم خاکستری با مراقبت میساندی استراحت می‌کند و دنریس تصمیم می‌گیرد برای برقراری صلح با میرین، میدان‌های مبارزه را بازگشایی کند و با هیزدار ازدواج کند. تیریون و جورا به والریا می‌رسند و دروگون را در حال پرواز می‌بینند. بعد گروهی از مردان سنگی (مبتلایان به جذام خاکستری) به آن‌ها حمله می‌کنند. آن‌ها موفق به فرار می‌شوند، ولی جورا به جذام خاکستری آلوده می‌شود و آن را از تیریون پنهان می‌کند. |            |                         |               |                            |                   |                                           |
| ۴۶ | ۶          | «بی‌کرنش، بی‌خمش، بی‌شکست» | جرمی پودسوا   | بریان کاگمن                | ۱۷ مه ۲۰۱۵        | ۶٫۲۴                                      |
| جاکن هاکار آریا را به طبقه زیرین معبد می‌برد و مکانی که در آن صورت آدم‌های مرده را جمع می‌کنند به او نشان می‌دهد. جیمی و بران به باغ‌های واتر می‌رسند و مارسلا را می‌بینند و سعی می‌کنند او را ببرند؛ اما با مارهای شنزار (دختران اوبرین) روبه‌رو می‌شوند و درگیر می‌شوند. سپس نگهبانان دورنی آن‌ها را پیدا و خلع سلاح می‌کنند. جورا و تیریون توسط برده‌داران اسیر می‌شوند و تیریون آن‌ها را متقاعد می‌کند که آن‌ها را به میدان‌های مبارزه در میرین ببرند زیرا جورا مبارز خوبی است. بیلیش با سرسی ملاقات می‌کند و به او خبر می‌دهد که روس بولتون می‌خواهد پسرش با سانسا ازدواج کند و سرسی از این موضوع بسیار عصبانی می‌شود. پیتر وی را راضی می‌کند تا رهبری شوالیه‌های ویل را به او بدهد تا به سمت وینترفل رفته و بولتون‌ها و ارتش استنیس را شکست دهد. در مقابل می‌خواهد که سرسی او را محافظ شمال منصوب کند. اولنا به پایتخت می‌رود و از سرسی می‌خواهد تا لوراس را آزاد کند تا اتحاد بین دو خاندان حفظ شود. در بازجویی لوراس توسط گنجشک اعظم، لوراس و مارجری تمام ادعاهای مربوط به همجنسگرایی لوراس را رد می‌کنند. با این حال اولیوار به آن‌جا آورده می‌شود و وی علیه لوراس شهادت می‌دهد. گنجشک اعظم اعلام می‌کند مدارک کافی برای برگزاری دادگاه برای لوراس وجود دارد و همچنین مارجری به اتهام شهادت دروغ دستگیر می‌شود. در وینترفل، رمزی و سانسا ازدواج می‌کنند و بعد رمزی به سانسا تجاوز کرده و ریک(تئون) را مجبور به دیدن این صحنه می‌کند. |            |                         |               |                            |                   |                                           |
| ۴۷ | ۷          | «هدیه»                  | میگل سپاچنیک  | دیوید بنیاف و دی.بی. وایس  | ۲۴ مه ۲۰۱۵        | ۵٫۴۰                                      |
| جان دیوار را به همراه تورموند و چند رنجر ترک می‌کند. استاد ایمون کمی بعد می‌میرد. دو نفر از برادران به گیلی حمله می‌کنند. سم جلوی آن‌ها می‌ایستد و به شدت کتک می‌خورد. با آمدن گوست، دایرولف جان، آن دو می‌گریزند و بعد از آن گیلی و سم رابطهٔ جنسی برقرار می‌کنند. سانسا از ریک کمک می‌طلبد، اما ریک او را به رمزی لو می‌دهد و رمزی خدمتکار سانسا را می‌کشد. در کمپ ارتش استنیس، میلساندری برای قربانی کردن شیرین از استنیس اجازه می‌خواهد. اما استنیس با عصبانیت قبول نمی‌کند. جورا و تیریون به برده‌داری فروخته می‌شوند و به میدان‌های مبارزه برده می‌شوند. بعد از شکست دادن بقیه برده‌ها، جورا هویت خود را آشکار می‌کند و به دنریس می‌گوید که تیریون را به عنوان هدیه برای او آورده‌است. میرسلا از جیمی می‌پرسد که چرا به دورن آمده و این که تریستان را دوست دارد و می‌خواهد با او ازدواج کند. تایین به بران خبر می‌دهد که او را مسموم کرده و بعد از این که بران به زیباترین زن جهان بودن او اذعان می‌کند، پادزهر را به او می‌دهد. گنجشک اعظم درخواست اولنا مبنی بر آزادسازی لوراس و تایرل را رد می‌کند. بعد گنجشک اعظم به سرسی می‌گوید که لنسل لنیستر از اسرار او چیزهای زیادی را فاش کرده و سرسی را دستگیر و زندانی می‌کند. |            |                         |               |                            |                   |                                           |
| ۴۸ | ۸          | «هاردهوم»               | میگل سپاچنیک  | دیوید بنیاف و دی.بی. وایس  | ۳۱ مه ۲۰۱۵        | ۷٫۰۱                                      |
| سرسی از اعتراف کردن سر باز می‌زند. کیبرن به او اطلاع می‌دهد که پایسل، کوان لنیستر را فراخوانده تا به عنوان مشاور پادشاه خدمت کند و این که «کار ادامه دارد». آریا هویت دختری به نام لانا که فروشنده صدف خوراکی‌ست، می‌گیرد. جاکن به او می‌گوید که از همه‌چیز را راجع به مردی که دربارهٔ رسیدن یا نرسیدن کشتی‌ها به مقصدشان شرط‌بندی می‌کند مطلع شود و سپس او را مسموم کند. اولی از سم می‌پرسد که چرا جان دارد با وحشی‌ها متحد می‌شود که سم پاسخ می‌دهد که چون به جز این، راه دیگری برای مقابله با ارتش مرده‌ها وجود ندارد. سانسا از ریک می‌پرسد که چرا او را به رمزی لو داده که ریک می‌گوید هیچ راه فراری وجود ندارد. او در نهایت به سانسا می‌گوید که برن و ریکان را نکشته و به جای آن‌ها دو پسر مزرعه‌دار را کشته و سوزانده. رمزی به پدرش پیشنهاد می‌دهد که پیش از رسیدن استنیس به او حمله کنند و از او ۲۰ سرباز خوب درخواست می‌کند. در میرین، تیریون دنریس را راضی می‌کند تا از جان جورا بگذرد و دوباره او را تبعید کند. جورا دوباره پیش یزان می‌رود و درخواست می‌کند در میدان‌های مبارزه بجنگد. دنریس تیریون را به عنوان مشاورش می‌پذیرد. جان و تورموند در هاردهوم، با نشان دادن شیشه اژدها و این که زمین‌های جنوب دیوار در اختیار آن‌ها قرار می‌گیرد، پنج هزار وحشی را راضی می‌کند که به آن‌ها پیوندند. ناگهان ارتش وایت‌واکرها به هاردهوم حمله می‌کنند. جان و همراهانش به دفاع از هاردهوم می‌پردازند. یک وایت‌واکر به جان حمله می‌کند، ولی جان با شمشیر والرین او را می‌کشد. وقتی جان به همراه وحشی‌ها با قایق از هاردهوم دور می‌شوند، ارباب وایت‌واکرها را می‌بینند که مرده‌ها را زنده و به اختیار خود درمی‌آورد. |            |                         |               |                            |                   |                                           |
| ۴۹ | ۹          | «رقص اژدهایان»          | دیوید ناتر    | دیوید بنیاف و دی.بی. وایس  | ۷ ژوئن ۲۰۱۵       | ۷٫۱۴                                      |
| سپاه استنیس با حملهٔ شبانهٔ رمزی و نیروهایش و به آتش کشیدن آذوقه‌هایشان به شدت ضربه می‌خورد. ملیساندری قانع می‌شود که برای فتح وینترفل نیاز به قربانی کردن دارند و استنیس تصمیم می‌گیرد دخترش، شیرین را با زنده سوزاندن قربانی کند. جان و وحشی‌ها به دیوار برمی‌گردند و تنش بین جان و مخالفانش بیشتر می‌شود. در دورن، دوران موافقت می‌کند که میرسلا به همراه جیمی به پایتخت برگردد اما با شرط این که تریستان هم با او برود و جای اوبرین را در شورای کوچک پر کند. در میرین میدان‌های مبارزه باز می‌شوند و دنریس با دیدن جورا بین مبارزه‌کنندگان شوکه می‌شود. جورا موفق می‌شود بقیهٔ رقیبانش را شکست دهد، اما موفقیتش با حملهٔ پسران هارپی مختل می‌شود. آن‌ها به سرعت دنی و یارانش را محاصره می‌کنند. زمانی که دیگر دنریس هم ناامید شده دروگون سرمی‌رسد. دنریس سوار او شده و آن جا را ترک می‌کند، در حالی که بقیه مات و مبهوت او را تماشا می‌کنند. |            |                         |               |                            |                   |                                           |
| ۵۰ | ۱۰         | «آمرزگاری مادر»         | دیوید ناتر    | دیوید بنیاف و دی.بی. وایس  | ۱۴ ژوئن ۲۰۱۵      | ۸٫۱۱                                      |
| جان سم و گیلی را به اولدتاون می‌فرستد تا سم به یک استاد تبدیل شود. سلیس خودش را حلق‌آویز می‌کند و نیمی از ارتش استنیس شبانه می‌گریزند. استنیس به وینترفل نزدیک می‌شود و برای محاصرهٔ آن آماده می‌شود اما پیش از آن بولتون‌ها به او حمله می‌کنند و او را شکست می‌دهند. برین استنیس را زنده پیدا می‌کند و ظاهراً او را می‌کشد. سانسا از اتاقش فرار می‌کند ولی میراندا او را گیر می‌اندازد. ریک میراندا را می‌کشد و به همراه سانسا از روی دیوار به بیرون می‌پرند. ملیساندری به دیوار بازمی‌گردد و به داووس از شکست استنیس و کشته شدن همه خبر می‌دهد. سرسی به گناهانش اعتراف می‌کند و مجبور می‌شود تا برهنه تا رد کیپ میان مردم قدم بزند. جیمی، میرسلا، تریستان و بران دورن را ترک می‌کنند. بعد از این که میرسلا به جیمی می‌گوید که می‌داند که او پدرش است، بینی‌اش شروع به خون‌ریزی می‌کند و مشخص می‌شود توسط الاریا مسموم شده‌است. آریا به فاحشه‌خانه‌ای می‌رود که سر مرین در آن است و بعد از فاش کردن هویتش او را می‌کُشد. جاکان برای آرام کردن خدای بی‌نهایت چهره دست به خودکشی می‌زند ولی دوباره ظاهر می‌شود زیرا او واقعاً وجود نداشته. آریا به خاطر این که بدون این که «هیچ‌کس» بشود تغییر چهره داده، نابینا می‌شود. در میرین، داریو و جورا به دنبال پیدا کردن دنریس می‌روند و تیریون، کرم خاکستری و میساندی برای حکومت بر شهر باقی می‌مانند و واریس نیز به تیریون می‌پیوندد. دنریس در مکانی دور توسط تعداد زیادی سوار دوتراکی محاصره می‌شود. در کسل بلک، گروهی از نگهبانان شب علیه جان شورش می‌کنند، زیرا او را به خاطر متحد شدن با وحشی‌ها خائن می‌دانند. جان چندین بار با چاقو زخمی شده و به قتل می‌رسد.             |            |                         |               |                            |                   |                                           |

## بازخورد

### منتقدین
چهار اپیزود ابتدایی فصل پنجم، نظرات مثبتی از سوی منتقدان دریافت کرد. در وبسایت متاکریتیک، فصل پنجم بر پایه نظرات ۲۸ منتقد، دارای نمرهٔ ۹۱ از ۱۰۰ است که حاکی از «تحسین جهانی» می‌باشد. در راتن تومیتوز، ۹۷٪ نظرات ۳۴ منتقد مثبت بوده و آن‌ها به‌طور میانگین نمرهٔ ۹ از ۱۰ به این فصل داده‌اند. اپیزود «خم نشده، زانو نزده، شکست نخورده» به خاطر این که در آن یکی از شخصیت‌های محبوب داستان مورد تعرض جنسی قرار گرفت، مورد انتقاد شدید قرار گرفت و وبسایت راتن تومیتوز نمرهٔ ۵۸٪ را به این قسمت داد که پایین‌ترین نمره برای یک اپیزود در کل سریال است. از سوی دیگر اپیزود «هاردهوم» مورد تحسین بسیاری قرار گرفت و به عنوان یکی از بهترین اپیزودهای سریال معرفی شد.
| - فصل ۵ (۲۰۱۵): درصد نظرات مثبت جمع‌آوری شده توسط راتن تومیتوز |

### بینندگان
| فصل: ۱ (۲۰۱۱) ۲ (۲۰۱۲) ۳ ( ۲۰۱۳) ۴ (۲۰۱۴) ۵ (۲۰۱۴) ۶ (۲۰۱۵) ۷ (۲۰۱۷) ۸ (۲۰۱۹) |       |       |       |       |       |       |       |      |      |       |
| \| \| ق. ۱ \| ق. ۲ \| ق. ۳ \| ق. ۴ \| ق. ۵ \| ق. ۶ \| ق. ۷ \| ق. ۸ \| ق. ۹ \| ق. ۱۰ \| \| فصل ۱ \| ۲٫۲۲ \| ۲٫۲۰ \| ۲٫۴۴ \| ۲٫۴۵ \| ۲٫۵۸ \| ۲٫۴۴ \| ۲٫۴۰ \| ۲٫۷۲ \| ۲٫۶۶ \| ۳٫۰۴ \| \| فصل ۲ \| ۳٫۸۶ \| ۳٫۷۶ \| ۳٫۷۷ \| ۳٫۶۵ \| ۳٫۹۰ \| ۳٫۸۸ \| ۳٫۶۹ \| ۳٫۸۶ \| ۳٫۳۸ \| ۴٫۲۰ \| \| فصل ۳ \| ۴٫۳۷ \| ۴٫۲۷ \| ۴٫۷۲ \| ۴٫۸۷ \| ۵٫۳۵ \| ۵٫۵۰ \| ۴٫۸۴ \| ۵٫۱۳ \| ۵٫۲۲ \| ۵٫۳۹ \| \| فصل ۴ \| ۶٫۶۴ \| ۶٫۳۱ \| ۶٫۵۹ \| ۶٫۹۵ \| ۷٫۱۶ \| ۶٫۴۰ \| ۷٫۲۰ \| ۷٫۱۷ \| ۶٫۹۵ \| ۷٫۱۰ \| \| فصل ۵ \| ۸٫۰۰ \| ۶٫۸۱ \| ۶٫۷۱ \| ۶٫۸۲ \| ۶٫۵۶ \| ۶٫۲۴ \| ۵٫۴۰ \| ۷٫۰۱ \| ۷٫۱۴ \| ۸٫۱۱ \| \| فصل ۶ \| ۷٫۹۴ \| ۷٫۲۹ \| ۷٫۲۸ \| ۷٫۸۲ \| ۷٫۸۹ \| ۶٫۷۱ \| ۷٫۸۰ \| ۷٫۶۰ \| ۷٫۶۶ \| ۸٫۸۹ \| \| فصل ۷ \| ۱۰٫۱۱ \| ۹٫۲۷ \| ۹٫۲۵ \| ۱۰٫۱۷ \| ۱۰٫۷۲ \| ۱۰٫۲۴ \| ۱۲٫۰۷ \| - \| - \| - \| \| فصل ۸ \| ۱۱٫۷۶ \| ۱۰٫۲۹ \| ۱۲٫۰۲ \| ۱۱٫۸۰ \| ۱۲٫۴۸ \| ۱۳٫۶۰ \| - \| - \| - \| - \| 1. |       |       |       |       |       |       |       |      |      |       |
| | ق. ۱  | ق. ۲  | ق. ۳  | ق. ۴  | ق. ۵  | ق. ۶  | ق. ۷  | ق. ۸ | ق. ۹ | ق. ۱۰ |
| فصل ۱ | ۲٫۲۲  | ۲٫۲۰  | ۲٫۴۴  | ۲٫۴۵  | ۲٫۵۸  | ۲٫۴۴  | ۲٫۴۰  | ۲٫۷۲ | ۲٫۶۶ | ۳٫۰۴  |
| فصل ۲ | ۳٫۸۶  | ۳٫۷۶  | ۳٫۷۷  | ۳٫۶۵  | ۳٫۹۰  | ۳٫۸۸  | ۳٫۶۹  | ۳٫۸۶ | ۳٫۳۸ | ۴٫۲۰  |
| فصل ۳ | ۴٫۳۷  | ۴٫۲۷  | ۴٫۷۲  | ۴٫۸۷  | ۵٫۳۵  | ۵٫۵۰  | ۴٫۸۴  | ۵٫۱۳ | ۵٫۲۲ | ۵٫۳۹  |
| فصل ۴ | ۶٫۶۴  | ۶٫۳۱  | ۶٫۵۹  | ۶٫۹۵  | ۷٫۱۶  | ۶٫۴۰  | ۷٫۲۰  | ۷٫۱۷ | ۶٫۹۵ | ۷٫۱۰  |
| فصل ۵ | ۸٫۰۰  | ۶٫۸۱  | ۶٫۷۱  | ۶٫۸۲  | ۶٫۵۶  | ۶٫۲۴  | ۵٫۴۰  | ۷٫۰۱ | ۷٫۱۴ | ۸٫۱۱  |
| فصل ۶ | ۷٫۹۴  | ۷٫۲۹  | ۷٫۲۸  | ۷٫۸۲  | ۷٫۸۹  | ۶٫۷۱  | ۷٫۸۰  | ۷٫۶۰ | ۷٫۶۶ | ۸٫۸۹  |
| فصل ۷ | ۱۰٫۱۱ | ۹٫۲۷  | ۹٫۲۵  | ۱۰٫۱۷ | ۱۰٫۷۲ | ۱۰٫۲۴ | ۱۲٫۰۷ | -    | -    | -     |
| فصل ۸ | ۱۱٫۷۶ | ۱۰٫۲۹ | ۱۲٫۰۲ | ۱۱٫۸۰ | ۱۲٫۴۸ | ۱۳٫۶۰ | -     | -    | -    | -     |